# Salmiech
Salmiech é uma comuna francesa na região administrativa de Occitânia, no departamento de Aveyron. Estende-se por uma área de 28,16 km². Em 2010 a comuna tinha 797 habitantes (densidade: 28,3 hab./km²).